# Betty Comden
Betty Comden, née le 3 mai 1917 à New York et morte le 23 novembre 2006 à New York, est l’auteur, avec Adolph Green, de célèbres comédies musicales américaines des années 1950. On lui doit notamment le scénario de Chantons sous la pluie.

## Filmographie
- 1947 : Vive l'amour (Good News)
- 1949 : Un jour à New York (On the Town)
- 1952 : Chantons sous la pluie (Singin' in the Rain)
- 1953 : Tous en scène (The Band Wagon)
- 1958 : Ma tante (Auntie Mame)
- 1960 : Un numéro du tonnerre (Bells Are Ringing)
- 1964 : Madame Croque-maris (What a Way to Go!)